# 残念博士
『残念博士』（ざんねんはかせ）とは、瀬野反人による日本のギャグ漫画、全3巻。

## 概要
もともとは作者である瀬野反人が自身の公式サイト上で掲載していた漫画『不真面目博士と宇宙人』が原型である。
設定は一部変え『月刊少年エース』（角川書店）2010年9月号（2010年7月26日発売）に読み切りとして『残念博士の残念発明』を掲載、2011年3月号（2011年1月26日発売）から
2012年10月号（2012年8月25日発売）まで連載された。連載開始時には新連載とは大々的に告知されず、扉絵にてこっそりと連載形式であることが発表、連載終了に際して次号2012年11月号からの新連載の告知がなされている。
『4コマnanoエース』（角川書店）においても2011年Vol.1創刊号（2011年3月9日発売）から2012年Vol.17号（2012年9月9日発売）まで連載された。

## あらすじ
町の研究所に暮す、目が死んでる系天才美女博士と、博士に振り回される助手がお贈りする少し緩いシュールなギャグ漫画。

## 人物
博士（はかせ）
目が死んでる系の天才美女。極めて貧乳。本名は別にあるらしいが『博士』としか自己紹介しないのでそう呼ばれる。基本的にテンションは低い。白衣を羽織り、ファイルの表紙のような平たい博士帽を頭に載せている。メカと薬物の発明が得意だが、その「科学がもし人間なら殺しに来るレベル」と評される程ぶっ飛んだ発明品で助手を悩ませる。いかなる手段で生計を成り立たせているのかはわからない。
助手（じょしゅ）
博士の住み込みの助手。やはり本名は不明。ツッコミ役のメガネ青年。趣味は皿洗いで、洗い物を出すために食器を使用するくらい好き。学生時代、「博士な君が好きだ」と博士に告白したら「じゃああなたは助手ですね」と言われ、いつの間にか本当に助手になって今日に至る。本人はとても後悔している。
みったん
博士の家に入り浸る女子学生。前髪が特徴的。真面目で比較的常識のある性格のため、助手同様ツッコミ役。だが時に辛辣な意見をこぼす事もあり、特に兄（成人・引きこもり）に対してはかなりの毒舌。
ノゾミ
博士の家に入り浸る女子学生。頭の出来が非常に残念で、他の登場人物からあきれられているが、助手と共に博士の発明品の問題点を指摘したことがある。
ネガ博士
女性科学者。やはり本名は不明。博士の元同級生で自称「ライバル」であり、博士との対比で「ネガティブ」だから「ネガ博士」であると称するがその割にはテンションが高く多弁である。三白眼の下に常に隈ができており、髪は果てしなくボサボサ。生物系の発明を得意とするが、発明品の効果の強力さと的外れさは博士と同レベル。かなりの巨乳でもある。

## 単行本
角川コミックス・エースエクストラ（角川書店発行、角川グループパブリッシング販売）レーベルより発売。A5判。全3巻。
1. 2011年12月03日発売[3]、 ISBN 978-4-04-120029-2
2. 2012年06月04日発売[4]、 ISBN 978-4-04-120303-3
3. 2012年10月04日発売[5]、 ISBN 978-4-04-120464-1